# Odprto prvenstvo Avstralije 1973
Odprto prvenstvo Avstralije 1973 je teniški turnir, ki je potekal med 26. decembrom 1972 in 1. januarjem 1973 v Melbournu.

## Moški posamično
John Newcombe :  Onny Parun, 6–3, 6–7, 7–5, 6–1

## Ženske posamično
Margaret Court :  Evonne Goolagong Cawley, 6–4, 7–5

## Moške dvojice
John Newcombe /  Malcolm Anderson :  John Alexander /  Phil Dent, 6–3, 6–4, 7–6

## Ženske dvojice
Margaret Court /  Virginia Wade :  Kerry Harris /  Kerry Melville Reid, 6–4, 6–4